# 野田の湯 湯食館
野田の湯 湯食館（のだのゆ ゆーしょくかん）は、千葉県野田市でレイモンド綜合設計（旧 レイモンドコーポレーション）が運営していたスーパー銭湯。なお、施設自体は前経営者時代も合わせると、1992年4月24日より20年近く運営されていた。

## 沿革
- 2004年3月2日 - 前経営者から、「スーパー銭湯 野田の湯」の経営権を買取る。
- 2004年4月30日 - 店舗名称を「野田の湯 湯食館」と改めオープンする。
- 2006年3月31日 - 大規模な店舗改装を行いリニューアルオープンする。
- 2006年6月27日 - 運営会社のレイモンドコーポレーションが、親会社であるレイモンド綜合設計と合併。
- 2010年12月16日 - 閉館。

## 特徴
人工北投石を使用した岩盤浴、及び浴槽がある。
この人工北投石を使用した浴槽には高濃度の炭酸が混入されており、この施設ではその浴槽に「ラムネの湯」という名前を付けている。このラムネの湯は当施設の目玉の一つでもある。
この他に、天然鉱石を溶かした「ほるみの湯」という露天風呂もある。
サウナは男性浴室は竹炭サウナ、塩サウナの2種類。女性浴室には、これに加えミストサウナもある。
主浴槽には、電気風呂や、各種ジェットバスも備わっている。
又、浴室内のすべての水、及びお湯には塩素を使用せず中性電解除菌機能水（αトリノ水）と呼ばれるものを使用している。

## 当時の営業時間
- 月曜〜木曜：午前10時〜翌午前0時まで
- 金曜、祝祭日の前日：午前10時〜翌午前1時まで
- 土曜：午前8時〜翌午前1時まで
- 日曜：午前8時〜翌午前0時まで（いずれの場合も営業終了時間の40分前が最終受付）

## アクセス

### 鉄道
- 東武野田線川間駅から、徒歩で20分。タクシーで5分。

### 自家用車
- 柏方面からの場合
  - 国道16号線、船形南交差点を左折後、突き当りを左折。
- 春日部からの場合
  - 国道16号線、船形南交差点を右折後、突き当りを左折。

## その他
- 温浴設備の幅広さもさることながら、カットサロン、お食事処、マッサージ、アカスリエステやデトックスマシーンなどの施設も充実している。
- 年に数回、回数券の激安販売をしており、この時期に回数券を購入することにより500円～700円の価格帯が多いスーパー銭湯において、銭湯並の価格での入浴が可能となる。
- ポイントカードによる景品や、レディースデイ、キッズデイ、シルバータイムなどの割引もあり、リーズナブルな価格での入浴が出来る。
- 毎月最終土曜日には、当施設駐車場においてフリーマーケットも開催されている。
- この施設には、ラムネの湯にちなんでラムちゃん、ほるみの湯にちなんでほるみちゃんというオリジナルキャラクターが存在する。これらのキャラクターは、デザイナーがラムネの湯の説明ポスターを作る際に社長からマンガ風にしてほしいとのことで、キャラクターを設定して作ったところ、そのキャラクターが気に入られHPやチラシ等にも使われるようになった。その後、新しいお風呂が増えるごとにキャラクターも増えていった。ラムちゃん、ほるみちゃんの他に、玉川の湯のタマちゃん、ラムネの湯＋玉川の湯に配合されているヒバエキスのヒバちゃんがいる。
- 野田の湯 湯食館のテーマソング、「湯食館音頭」というものが存在し、一時期、館内でのみ販売された。価格は1500円。このテーマソングのバックコーラスには、当時の従業員や、社長が参加している。

## 関連会社
- レイモンド綜合設計
- レイモンドコーポレーション